# Gouyen
Gouyen (Góyą́ń en langue mescalero « celle qui est sage » ; c. 1857-1903) était une femme apache du XIXe siècle connue pour son héroïsme.

## Biographie
Gouyen est née vers 1857 dans le clan des Apaches Warm Springs ou Chihenne du chef Victorio, appartenant aux Chiricahuas. Elle se marie très jeune et son premier mari est tué lors d'un raid des Comanches dans les années 1870. Elle venge alors sa mort de manière héroïque, et cette histoire devient légendaire dans l’histoire orale des Apaches,. L'histoire dit qu'elle suivit  le chef comanche qui avait scalpé son mari jusqu’à son camp. Là, elle le découvrit en train d'assister à une danse de la victoire autour d’un feu de joie, et il portait le scalp de son mari à sa ceinture. Elle enfila une robe de cérémonie en peau de daim et se glissa jusqu'au cercle des danseurs. Elle séduisit le chef ivre pour qu'il vienne avec elle dans un endroit isolé. Après une lutte, elle le poignarda à mort, le scalpa, et vola son pagne cousu de perles et ses mocassins. Elle retourna chez elle et présenta à ses beaux-parents le scalp et les vêtements du chef comanche comme preuve de sa vengeance triomphante.
Gouyen fut membre de la bande de Victorio durant ses derniers jours, pourchassés par les troupes américaines et mexicaines le long de la frontière américano-mexicaine. Le 14 octobre 1880, le groupe se repose à Tres Castillos au Mexique lorsqu’ils sont encerclés et attaqués par des soldats mexicains. Victorio et 77 autres Apaches sont tués et plusieurs faits prisonniers. Seuls 17 Apaches réussissent à s'échapper dont Gouyen et son jeune fils Kaywaykla. Sa petite fille aurait en revanche été tuée dans l’attaque.
Gouyen épousa en secondes noces un guerrier apache nommé Kaytennae qui s’échappa également pendant la bataille de Tres Castillos. Par la suite Kaytennae fut membre de la bande de Nana et de Geronimo au début des années 1880. Lui et Gouyen s’échappèrent avec Geronimo de la réserve de San Carlos en 1883. 
Au cours de leur cavale Gouyen sauva la vie de Kaytennae en tuant un homme qui tentait de le piéger. En 1886, Gouyen et sa famille furent faits prisonniers par l’armée américaine avec d’autres membres de la bande de Geronimo. Ils furent détenus comme prisonniers de guerre à Fort Sill en Oklahoma où elle mourut en 1903.